# صماخ بولي
الصماخ البولي (بالإنجليزية: Urinary meatus)، ويُعرف أيضًا بفوهة الإحليل الخارجية أو الفتحة الخارجية للإحليل) هي الفتحة الموجودة في نهاية القضيب لدى الذكر أو في الفرج لدى الأنثى، والتي يخرج منها البول أثناء عملية التبول. كما تخرج منها السوائل المنوية أثناء القذف عند الذكور، وسوائل أخرى أثناء القذف الأنثوي. يتمتع الصماخ بدرجات متفاوتة من الحساسية للمس.

## التشريح

### عند الذكور
الفوهة الخارجية للإحليل الذكري (الصماخ البولي الذكري) هي الفتحة الخارجية للإحليل، وتقع عادةً عند قمة الحشفة، عند اتصالها مع منطقة الدلتا اللجامية. تظهر هذه الفتحة عادةً على شكل شق عمودي، يمتد طوليًا على السطح الأمامي للحشفة، مما يسهل عملية التبول. في بعض الحالات، قد تكون الفتحة أكثر استدارة، ويمكن أن يحدث ذلك بشكل طبيعي أو نتيجة لإزالة جلد زائدة أثناء الختان. يُعد الصماخ البولي الذكري جزءًا حساسًا من الجهاز التناسلي الذكري.

### عند الإناث
الصماخ البولي الخارجي الأنثوي (فوهة الإحليل الخارجية عند الإناث) هو الفتحة التي يخرج منها البول أثناء التبول. يقع هذا الصماخ في الدهليز الفرجي، على بُعد حوالي 2.5 سم (1 بوصة) خلف البظر ومباشرة أمام فتحة المهبل. عادةً ما يتخذ شكل شق قصير في الاتجاه السهمي (من الأمام إلى الخلف) مع حواف مرتفعة قليلاً. على جانبي الفتحة، توجد فتحات غدد سكين ، وهي غدد مجاورة للإحليل.
تشير بعض الأدلة إلى أن المسافة بين البظر والصماخ البولي لدى الإناث ترتبط بمدى سهولة تحقيق النشوة الجنسية عبر الجماع الإيلاجي؛ إذ تزداد احتمالية حدوث النشوة الجنسية بالإيلاج وحده كلما قلت هذه المسافة. كما تشير دراسات أخرى إلى أن قصر المسافة بين فتحة المهبل والصماخ البولي يرتبط بزيادة تكرار التهابات المسالك البولية بعد الجماع. وقد تم اللجوء في بعض الحالات إلى إعادة تموضع الإحليل جراحيًا للحد من تكرار هذه الالتهابات، وحقق ذلك بعض النجاح في تقارير طبية روسية.

## في الثدييات الأخرى
على خلاف معظم الثدييات الأخرى (بما في ذلك الإنسان)، تمتلك أنثى الضبع المرقط صماخًا بوليًا يقع على الحشفة البظرية.

## الأهمية السريرية
تشمل الاضطرابات الخلقية للصماخ البولي عند الذكور:
- الإحليل الظهري (Epispadias): تموضع غير طبيعي للصماخ على السطح العلوي للقضيب.
- الإحليل التحتي (Hypospadias): تموضع غير طبيعي للصماخ على السطح السفلي للقضيب.
- تضيق الصماخ (Meatal stenosis): تشوه خلقي يؤدي إلى ضيق الفتحة الخارجية للإحليل، ما قد يسبب انسدادًا جزئيًا أو كليًا في مجرى البول أو تفرع تيار البول.

- قد يحدث انسداد الإحليل أيضًا نتيجة وجود أجسام غريبة، أو حصى كلوية أو مثانية (lithiasis).